# Nationella Damhockeyligan 2023/2024
Nationella Damhockeyligan 2023/2024 är Sveriges näst högsta liga i ishockey för damer och består av fyra regionala grundserier som kallas Damettan, två slutspelsserier med namnet Damhockeyallsvenskan samt Playoff. Damettan administreras lokalt inom Svenska Ishockeyförbundet och kan därför ha olika upplägg och regler i olika regioner medan damhockeyallsvenskan administreras centralt av Svenska Ishockeyförbundet. Alla fyra damettanserierna var anmälningsserier, d.v.s. lag som ville delta kunde anmäla sig direkt utan kvalspel.

## Deltagande lag
Inför säsongen hade Rögle BK startat ett damlag och det blev succé direkt med publikrekod och 3852 åskådare i ett skånederby mot Malmö Redhawks i Catena Arena. Hedesunda IF och Örebro HK hade flyttats upp från Damtvåan Östra, Team Uppsala HC tog över Almtuna IS damlag efter att de lagt ner det. Dessutom ställde Leksand upp med ett andralag, Mora började ett samarbete med Hällefors IK men Brynäs andralag inte längre hade laget ihop med Sandviken som tidigare säsonger. Nytt var också att det danska laget Rødovre SoIK ställde upp i grundserien. Under pågående säsong fick Timrå IK dra sig ut spelet i Damhockeyallsvenskan på grund av interna konflikter och spelaravhopp.
| Damettan Södra |
| --- |
| Hvidovre IK · IF Malmö Redhawks · IF Troja-Ljungby · Karlskrona HK · Linköping HC (B) · Rødovre SoIK · Rögle BK · |

| Damettan Västra                                                                                            |
| --- |
| Brynäs IF (B) Falu IF Färjestad BK Hedesunda IF Leksands IF (B) Mora IK/Hällefors IK Västerås IK Örebro HK |

| Damettan Östra                                                                                  |
| ----------------------------------------------------------------------------------------------- |
| AIK (B) Hammarby IF Haninge Anchors HC SDE HF (B) SHK Hockey Club Södertälje SK Team Uppsala HC |

| Damettan Norra                                                     |
| ------------------------------------------------------------------ |
| Skellefteå AIK IF Björklöven Luleå HF (B) Modo Hockey (B) Timrå IK |

## Damettan
Damettan spelades mellan den 24 september och 10 december 2023. Varje region av Svenska Ishockeyförbundet hade till uppgift att ta fram tre lag att spela i dahockeyallsvenskan. Dessutom vaskade man fram lag till förkval till Playoff. Serierna organiserades lokalt och hade lite olika upplägg i de olika regionerna. B-lag med A-lag från samma förening i SDHL och utländska lag (Hvidovre IK och Rødovre SoIK) kunde inte kvalificera sig till Damhockeyallsvenskan. 

### Damettan Norra
Spelades mellan den 30 september och 17 december 2023. De tre främsta lagen kvalificerade sig för Damhockeyallsvenskan och då B-lag till lag i SDHL inte fick avancera till den högre ligan, fick de inte heller delta i allsvenskan. Därför var hela tiden Skellefteå, Björklöven och Timrå de tre kvalificerade lagen. I norr spelas ingen fortsättningsserie, istället deltar Modo och Luleå tillsammans med Clemensnäs i damjuniorserien.
  
| Nr | Lag             | S  | V  | ÖV | ÖF | F  | GM | IM  | MS  | P  |
| -- | --------------- | -- | -- | -- | -- | -- | -- | --- | --- | -- |
| 1  | Skellefteå AIK  | 16 | 14 | 1  | 0  | 1  | 89 | 11  | +78 | 44 |
| 2  | IF Björklöven   | 16 | 11 | 1  | 0  | 4  | 64 | 28  | +36 | 35 |
| 3  | Modo Hockey (B) | 16 | 7  | 0  | 1  | 8  | 45 | 65  | −20 | 22 |
| 4  | Luleå HF (B)    | 16 | 4  | 1  | 1  | 10 | 29 | 46  | −17 | 15 |
| 5  | Timrå IK        | 16 | 1  | 0  | 1  | 14 | 25 | 102 | −77 | 4  |

Data till tabellen är hämtade från Svenska Ishockeyförbundet.

### Damettan Västra
Spelades den 30 september till den 9 december 2023. De tre främsta lagen blev kvalificerade för spel i Damhockeyallsvenskan. Sent i november stod det klart att Färjestad, Örebro och Falun tog platserna. För Örebro var det första gången. B-lag hade inte möjligheten att avancera till Damhockeyligan och det hade inte heller s.k. snedsträckslag, d.v.s. lag bestående av en kombination spelare från olika klubbar, som t.ex. Mora IK / Hällefors IK.  I väst spelade de lagen som inte gick vidare fortsättningsserie med början 6 januari.
  
| Nr | Lag                  | S  | V  | ÖV | ÖF | F  | GM  | IM  | MS   | P  |
| -- | -------------------- | -- | -- | -- | -- | -- | --- | --- | ---- | -- |
| 1  | Färjestad BK         | 14 | 12 | 2  | 0  | 0  | 162 | 5   | +157 | 40 |
| 2  | Örebro HK            | 14 | 11 | 0  | 1  | 2  | 60  | 30  | +30  | 34 |
| 3  | Falu IF              | 14 | 10 | 1  | 1  | 2  | 91  | 19  | +72  | 33 |
| 4  | Mora IK/Hällefors IK | 14 | 7  | 0  | 0  | 7  | 32  | 45  | −13  | 21 |
| 5  | Brynäs IF (B)        | 14 | 6  | 0  | 1  | 7  | 37  | 47  | −10  | 19 |
| 6  | Leksands IF (B)      | 14 | 3  | 0  | 0  | 11 | 16  | 87  | −71  | 9  |
| 7  | Hedesunda IF         | 14 | 2  | 1  | 0  | 11 | 17  | 105 | −88  | 8  |
| 8  | Västerås IK          | 14 | 1  | 0  | 1  | 12 | 15  | 92  | −77  | 4  |

Data till tabellen är hämtade från Svenska Ishockeyförbundet.

### Damettan Östra
Serien spelades mellan den 30 september och 10 december. De tre främsta lagen kvalificerade sig för Damhockeyallsvenskan. B-lag till lag i högre serie fick dock inte delta så AIK och SDE var inte aktuella. Södertälje, Haninge och Team Uppsala tog platserna. Övriga lag spelar vidare i Damettan Östra fortsättningsserien där även de två första lagen från Damtvåan deltar.
  
| Nr | Lag                | S  | V  | ÖV | ÖF | F  | GM | IM | MS  | P  |
| -- | ------------------ | -- | -- | -- | -- | -- | -- | -- | --- | -- |
| 1  | Södertälje SK      | 12 | 12 | 0  | 0  | 0  | 97 | 7  | +90 | 36 |
| 2  | Haninge Anchors HC | 12 | 9  | 1  | 0  | 2  | 48 | 24 | +24 | 29 |
| 3  | AIK (B)            | 12 | 6  | 0  | 1  | 5  | 42 | 34 | +8  | 19 |
| 4  | Team Uppsala HC    | 12 | 4  | 1  | 1  | 6  | 38 | 38 | 0   | 15 |
| 5  | Hammarby IF        | 12 | 4  | 0  | 1  | 7  | 20 | 48 | −28 | 13 |
| 6  | SHK Hockey Club    | 12 | 3  | 1  | 0  | 8  | 21 | 33 | −12 | 11 |
| 7  | SDE HF (B)         | 12 | 1  | 0  | 0  | 11 | 17 | 99 | −82 | 3  |

Data till tabellen är hämtade från Svenska Ishockeyförbundet.

### Damettan Södra
Spelades mellan den 24 september och 10 december. De tre främsta svenska lagen kvalificerade sig till Damhockeyallsvenskan. De danska lagen som deltog kunde inte avancera till SDHL och fick därför inte heller spela allsvenskan. Därför stod det tidigt klart att Malmö, (nystartade) Rögle och Troja var de lag som kvalificerat sig. I söder spelas ingen fortsättningsserie. Karlskorna och Linköping spelar vidare i Damjuniorserien och Hvidovre och Rødovre spelar vidare i sin danska liga.
| Nr | Lag              | S  | V  | ÖV | ÖF | F  | GM | IM  | MS  | P  |
| -- | ---------------- | -- | -- | -- | -- | -- | -- | --- | --- | -- |
| 1  | Malmö Redhawks   | 18 | 15 | 0  | 0  | 3  | 81 | 26  | +55 | 45 |
| 2  | Rødovre SoIK     | 18 | 13 | 1  | 0  | 4  | 82 | 26  | +56 | 41 |
| 3  | Rögle BK         | 18 | 10 | 3  | 1  | 4  | 64 | 41  | +23 | 37 |
| 4  | Hvidovre IK      | 18 | 9  | 0  | 2  | 7  | 53 | 52  | +1  | 29 |
| 5  | IF Troja-Ljungby | 18 | 7  | 1  | 2  | 8  | 46 | 52  | −6  | 25 |
| 6  | Linköping HC (B) | 18 | 1  | 2  | 0  | 15 | 16 | 62  | −46 | 7  |
| 7  | Karlskrona HK    | 18 | 1  | 0  | 2  | 15 | 18 | 101 | −83 | 5  |

Data till tabellen är hämtade från Svenska Ishockeyförbundet.

## Damhockeyallsvenskan
Tolv lag (tre från varje region) spelar Damhockeyallsvenskan under vintern. Utländska lag, B-lag och snedsträckslag (kombinationslag från flera föreningar) hade inte möjlighet att kvalificera sig till Damhockeyallsvenskan. Till skillnad från resten av NDHL administrerades damhockeyallsvenskan av Svenska Ishockeyförbundet på förbundsnivå. Den spelades i två serier: Norra och Södra. De fyra främsta lagen från varje serie kvalificerade sig till Playoff.

### Damhockeyallsvenskan Norra
Spelas 5 januari till 18 februari 2024. Under pågående serie tvingas Timrå dra sig ur damhockeyallsvenskan efter interna konflikter som lett till spelaravhopp. Timrås redan spelade matcher räknades bort ur tabellen. När de tolv omgångar som räknades var färdigspelade hade Skellefteå vunnit med tio poäng före Färjestad. De andra två slutspelsplatserna togs av Björklöven och Falun.

  
| Nr | Lag            | S  | V  | ÖV | ÖF | F  | GM | IM | MS  | P  |
| -- | -------------- | -- | -- | -- | -- | -- | -- | -- | --- | -- |
| 1  | Skellefteå AIK | 12 | 12 | 0  | 0  | 0  | 45 | 6  | +39 | 36 |
| 2  | Färjestad BK   | 12 | 8  | 1  | 0  | 3  | 37 | 10 | +27 | 26 |
| 3  | IF Björklöven  | 12 | 4  | 1  | 0  | 7  | 21 | 26 | −5  | 14 |
| 4  | Falu IF        | 12 | 4  | 0  | 1  | 7  | 27 | 35 | −8  | 13 |
| 5  | Örebro HK      | 12 | 0  | 0  | 1  | 11 | 8  | 61 | −53 | 1  |
| 6  | Timrå IK       | 0  | 0  | 0  | 0  | 0  | 0  | 0  | 0   | 0  |

Data till tabellen är hämtade från Svenska Ishockeyförbundet.

### Damhockeyallsvenskan Södra
Spelas 5 januari till 18 februari 2024. Sex lag spelade femton omgångar och när serien räknades samman hade Södertälje vunnit med 14 poängs marginal till tvåan Rögle. De övriga två slutspelsplatserna togs av Malmö och Haninge.

  
| Nr | Lag                | S  | V  | ÖV | ÖF | F  | GM | IM | MS  | P  |
| -- | ------------------ | -- | -- | -- | -- | -- | -- | -- | --- | -- |
| 1  | Södertälje SK      | 15 | 14 | 0  | 0  | 1  | 82 | 13 | +69 | 42 |
| 2  | Rögle BK           | 15 | 8  | 2  | 0  | 5  | 35 | 32 | +3  | 28 |
| 3  | Malmö Redhawks     | 15 | 8  | 1  | 0  | 6  | 49 | 22 | +27 | 26 |
| 4  | Haninge Anchors HC | 15 | 5  | 0  | 1  | 9  | 37 | 62 | −25 | 16 |
| 5  | IF Troja-Ljungby   | 15 | 3  | 0  | 3  | 9  | 18 | 50 | −32 | 12 |
| 6  | Team Uppsala HC    | 15 | 3  | 1  | 0  | 11 | 18 | 60 | −42 | 11 |

Data till tabellen är hämtade från Svenska Ishockeyförbundet.

## Playoff
De fyra främsta lagen från respektive Damhockeyallsvenskan gick vidare till slutspel och spelas i matchserier i bäst av tre matcher. De två främsta lagen från varje serie fick välja motståndare i tur och ordning efter ranking. Högst rankat lag började borta och spelade de följande matcherna hemma. Det lag som vunnit två matcher gick vidare till nästa omgång där de två främsta lagen fick välja sin motståndare. Vinnarna av slutspelet andra omgång gick vidare till kval för en plats till SDHL nästa säsong.
|  | Kvartsfinaler      | Kvartsfinaler  | Kvartsfinaler | Kvartsfinaler |               |   | Semifinaler | Semifinaler | Semifinaler | Semifinaler |  |  |  |  |  |  |
|  |                    |                |               |               |               |   |             |             |             |             |  |  |  |  |  |  |
|  | 0                  |                |               |               |               |   |             |             |             |             |  |  |  |  |  |  |
|  |                    |                |               |               |               |   |             |             |             |             |  |  |  |  |  |  |
|  | Skellefteå AIK     |                |               |               |               |   |             |             |             |             |  |  |  |  |  |  |
|  | 0                  |                |               |               |               |   |             |             |             |             |  |  |  |  |  |  |
|  | Haninge Anchors HC |                |               |               |               |   |             |             |             |             |  |  |  |  |  |  |
|  | Skellefteå AIK     | Skellefteå AIK | 3             | 3             |               |   |             |             |             |             |  |  |  |  |  |  |
|  | Skellefteå AIK     | Skellefteå AIK | 3             | 3             | 0             |   |             |             |             |             |  |  |  |  |  |  |
|  |                    | Falu IF        | Falu IF       | 0             | 0             |   |             |             |             |             |  |  |  |  |  |  |
|  | Rögle BK           | Falu IF        | Falu IF       | 0             | 0             |   |             |             |             |             |  |  |  |  |  |  |
|  |                    |                |               |               |               |   |             |             |             |             |  |  |  |  |  |  |
|  | Falu IF            |                |               |               |               |   |             |             |             |             |  |  |  |  |  |  |
|  |                    |                |               |               |               |   |             |             |             |             |  |  |  |  |  |  |
|  | 0                  |                |               |               |               |   |             |             |             |             |  |  |  |  |  |  |
|  |                    |                |               |               |               |   |             |             |             |             |  |  |  |  |  |  |
|  | Södertälje SK      | Södertälje SK  | 3             | 5             |               |   |             |             |             |             |  |  |  |  |  |  |
|  | Södertälje SK      | Södertälje SK  | 3             | 5             | 0             |   |             |             |             |             |  |  |  |  |  |  |
|  | IF Björklöven      | IF Björklöven  | 0             | 0             |               |   |             |             |             |             |  |  |  |  |  |  |
|  | IF Björklöven      | IF Björklöven  | 0             | 0             | Södertälje SK | 2 | 3           | 3           |             |             |  |  |  |  |  |  |
|  | 0                  |                |               |               | Södertälje SK | 2 | 3           | 3           |             |             |  |  |  |  |  |  |
|  |                    | Färjestad BK   | 3             | 2             | 1             |   |             |             |             |             |  |  |  |  |  |  |
|  | Färjestad BK       | Färjestad BK   | 3             | 2             | 1             | 2 | 2           |             |             |             |  |  |  |  |  |  |
|  | Färjestad BK       | Färjestad BK   |               |               |               |   | 2           |             |             |             |  |  |  |  |  |  |
|  | Malmö Redhawks     | Malmö Redhawks | 1             | 1             |               |   |             |             |             |             |  |  |  |  |  |  |
|  | Malmö Redhawks     | Malmö Redhawks | 1             | 1             |               |   |             |             |             |             |  |  |  |  |  |  |

2024-03-25 är hämtade från Svenska Ishockeyförbundet.
| 1     | 22 februari 2024 | IF Björklöven           | 0–3                     | Södertälje SK           | Winpos Arena     |                  |
| 19:00 | 19:00            | (0–1, 0–2, 0–0) Rapport | (0–1, 0–2, 0–0) Rapport | (0–1, 0–2, 0–0) Rapport | Umeå Publik: 316 | Umeå Publik: 316 |
| 19:00 | 19:00            |                         |                         |                         | Umeå Publik: 316 | Umeå Publik: 316 |
| 19:00 | 19:00            |                         |                         |                         | Umeå Publik: 316 | Umeå Publik: 316 |
| 19:00 | 19:00            |                         |                         |                         | Umeå Publik: 316 | Umeå Publik: 316 |
| 19:00 | 19:00            |                         |                         |                         | Umeå Publik: 316 | Umeå Publik: 316 |
| 19:00 | 19:00            |                         |                         |                         | Umeå Publik: 316 | Umeå Publik: 316 |

| 2     | 24 februari 2024 | Södertälje SK           | 5–0                     | IF Björklöven           | Scaniarinken           |                        |
| 16:00 | 16:00            | (2–0, 2–0, 1–0) Rapport | (2–0, 2–0, 1–0) Rapport | (2–0, 2–0, 1–0) Rapport | Södertälje Publik: 156 | Södertälje Publik: 156 |
| 16:00 | 16:00            |                         |                         |                         | Södertälje Publik: 156 | Södertälje Publik: 156 |
| 16:00 | 16:00            |                         |                         |                         | Södertälje Publik: 156 | Södertälje Publik: 156 |
| 16:00 | 16:00            |                         |                         |                         | Södertälje Publik: 156 | Södertälje Publik: 156 |
| 16:00 | 16:00            |                         |                         |                         | Södertälje Publik: 156 | Södertälje Publik: 156 |
| 16:00 | 16:00            |                         |                         |                         | Södertälje Publik: 156 | Södertälje Publik: 156 |

| 4     | 29 februari 2024 | Falu IF                 | 0–3                     | Skellefteå AIK          | Lugnets Ishall |       |
| 19:00 | 19:00            | (0–2, 0–0, 0–1) Rapport | (0–2, 0–0, 0–1) Rapport | (0–2, 0–0, 0–1) Rapport | Falun          | Falun |
| 19:00 | 19:00            |                         |                         |                         | Falun          | Falun |
| 19:00 | 19:00            |                         |                         |                         | Falun          | Falun |
| 19:00 | 19:00            |                         |                         |                         | Falun          | Falun |
| 19:00 | 19:00            |                         |                         |                         | Falun          | Falun |
| 19:00 | 19:00            |                         |                         |                         | Falun          | Falun |

| 5     | 2 mars 2024 | Skellefteå AIK          | 3–0                     | Falu IF                 | Skellefteå Kraft Arena |                        |
| 15:30 | 15:30       | (0–0, 2–0, 1–0) Rapport | (0–0, 2–0, 1–0) Rapport | (0–0, 2–0, 1–0) Rapport | Skellefteå Publik: 342 | Skellefteå Publik: 342 |
| 15:30 | 15:30       |                         |                         |                         | Skellefteå Publik: 342 | Skellefteå Publik: 342 |
| 15:30 | 15:30       |                         |                         |                         | Skellefteå Publik: 342 | Skellefteå Publik: 342 |
| 15:30 | 15:30       |                         |                         |                         | Skellefteå Publik: 342 | Skellefteå Publik: 342 |
| 15:30 | 15:30       |                         |                         |                         | Skellefteå Publik: 342 | Skellefteå Publik: 342 |
| 15:30 | 15:30       |                         |                         |                         | Skellefteå Publik: 342 | Skellefteå Publik: 342 |

| 4     | 29 februari 2024 | Färjestad BK            | 3–2                     | Södertälje SK           | Löfbergs Arena       |                      |
| 19:00 | 19:00            | (1–0, 0–2, 2–0) Rapport | (1–0, 0–2, 2–0) Rapport | (1–0, 0–2, 2–0) Rapport | Karlstad Publik: 124 | Karlstad Publik: 124 |
| 19:00 | 19:00            |                         |                         |                         | Karlstad Publik: 124 | Karlstad Publik: 124 |
| 19:00 | 19:00            |                         |                         |                         | Karlstad Publik: 124 | Karlstad Publik: 124 |
| 19:00 | 19:00            |                         |                         |                         | Karlstad Publik: 124 | Karlstad Publik: 124 |
| 19:00 | 19:00            |                         |                         |                         | Karlstad Publik: 124 | Karlstad Publik: 124 |
| 19:00 | 19:00            |                         |                         |                         | Karlstad Publik: 124 | Karlstad Publik: 124 |

| 5     | 2 mars 2024 | Södertälje SK                          | 3–2 (e.fl.)                            | Färjestad BK                           | Scaniarinken           |                        |
| 16:00 | 16:00       | (0–0, 2–2, 0–0, 0–0, 0–0, 1–0) Rapport | (0–0, 2–2, 0–0, 0–0, 0–0, 1–0) Rapport | (0–0, 2–2, 0–0, 0–0, 0–0, 1–0) Rapport | Södertälje Publik: 312 | Södertälje Publik: 312 |
| 16:00 | 16:00       |                                        |                                        |                                        | Södertälje Publik: 312 | Södertälje Publik: 312 |
| 16:00 | 16:00       |                                        |                                        |                                        | Södertälje Publik: 312 | Södertälje Publik: 312 |
| 16:00 | 16:00       |                                        |                                        |                                        | Södertälje Publik: 312 | Södertälje Publik: 312 |
| 16:00 | 16:00       |                                        |                                        |                                        | Södertälje Publik: 312 | Södertälje Publik: 312 |
| 16:00 | 16:00       |                                        |                                        |                                        | Södertälje Publik: 312 | Södertälje Publik: 312 |

| 6     | 3 mars 2024 | Södertälje SK           | 3–1                     | Färjestad BK            | Scaniarinken           |                        |
| 12:00 | 12:00       | (0–1, 1–0, 2–0) Rapport | (0–1, 1–0, 2–0) Rapport | (0–1, 1–0, 2–0) Rapport | Södertälje Publik: 476 | Södertälje Publik: 476 |
| 12:00 | 12:00       |                         |                         |                         | Södertälje Publik: 476 | Södertälje Publik: 476 |
| 12:00 | 12:00       |                         |                         |                         | Södertälje Publik: 476 | Södertälje Publik: 476 |
| 12:00 | 12:00       |                         |                         |                         | Södertälje Publik: 476 | Södertälje Publik: 476 |
| 12:00 | 12:00       |                         |                         |                         | Södertälje Publik: 476 | Södertälje Publik: 476 |
| 12:00 | 12:00       |                         |                         |                         | Södertälje Publik: 476 | Södertälje Publik: 476 |